# Spirostreptus sebae
Spirostreptus sebae är en mångfotingart som beskrevs av Brandt 1833. Spirostreptus sebae ingår i släktet Spirostreptus och familjen Spirostreptidae. Inga underarter finns listade i Catalogue of Life.